# MTV Sub
MTV Sub (tidigare TVTV!, Subtv och Sub) är en finsk TV-kanal. MTV Sub ägs av MTV, som är en del av Telia Company. Kanalen började sina sändningar i kabel-TV-nätet år 2000 under namnet TVTV!. Den tidigare ägaren Alma Media sålde Sub till svenska Bonnier och Proventus 2005.